# 올로네츠현

올로네츠현의 문장

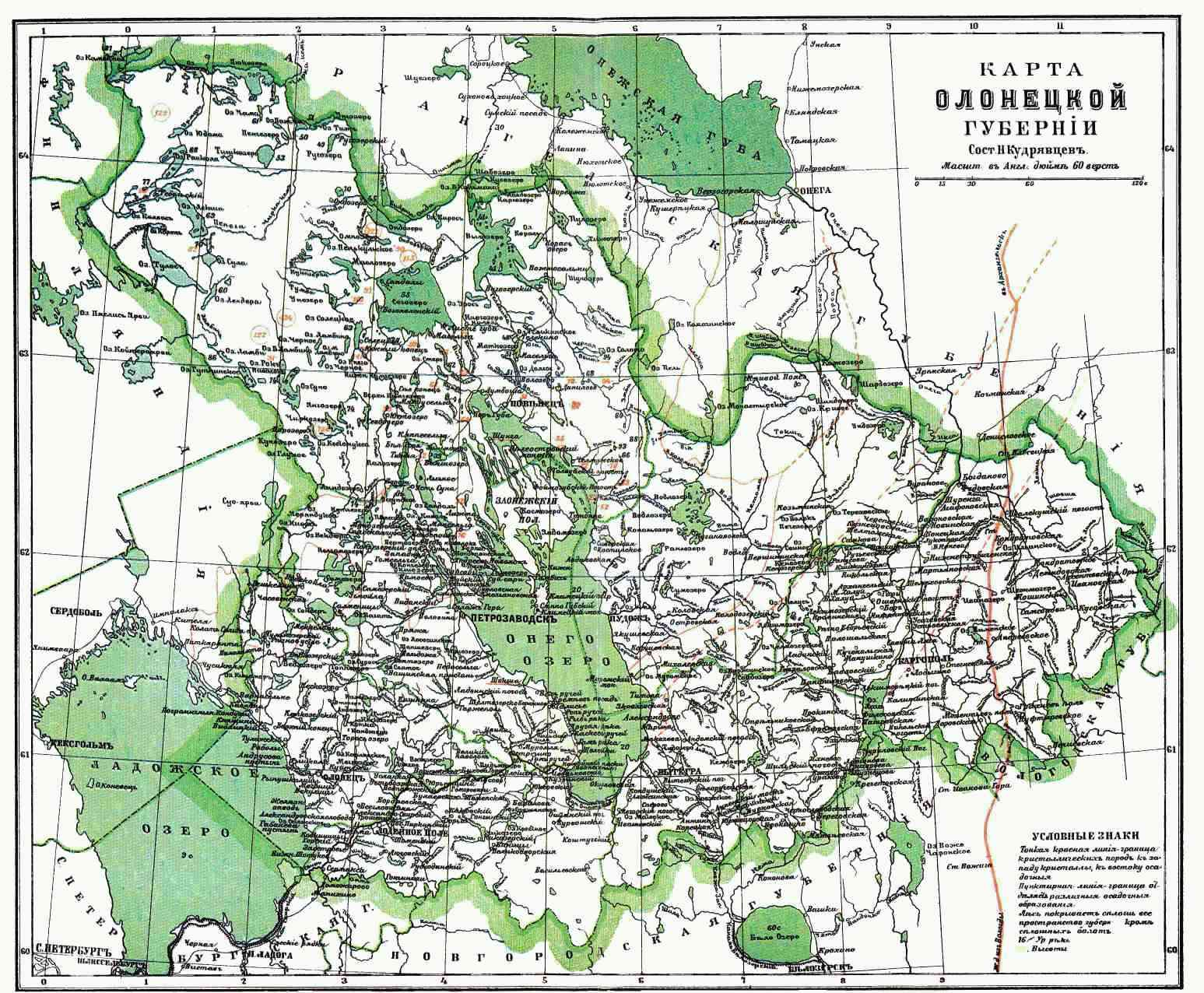
올로네츠현의 지도

올로네츠현(러시아어: Олонецкая губерния)은 1801년부터 1922년까지 존재했던 러시아 제국의 현으로 현도는 페트로자보츠크이며 면적은 270,165km2, 인구는 367,902명(1897년 당시 기준)이다. 현재의 러시아 카렐리야 공화국 대부분과 아르한겔스크주 남서부, 볼로그다주 북서부에 걸쳐 있었다.